# آنطور که دوستت دارم
«آنطور که دوستت دارم» (انگلیسی: The Way That I Love You) ترانه‌ای ضبط‌شده توسط خواننده آمریکایی آشانتی از چهارمین آلبوم استودیویی او، اظهار (۲۰۰۸) است.